# ANI-COM RADIO 〜フジワラでいいカナ〜
『ANI-COM RADIO 〜フジワラでいいカナ〜』（アニコムラジオ ふじわらでいいかな）は、声優の藤原啓治と阿澄佳奈、2人のパーソナリティにより放送していたインターネットラジオ番組。2008年1月から、アニプレックスより毎月1回配信していた。
番組スローガンは「借金返済ラジオ」（詳細は後述）
2013年9月より配信再開。毎月2回の配信となる。2014年3月に番組終了。

## 概要
| パーソナリティ | 愛称              | プロフィール                                                   |
| -------------- | ----------------- | -------------------------------------------------------------- |
| 藤原啓治       | けーじ君          | 10月5日生まれ 東京都出身 A型 AIR AGENCY所属 1990年デビュー     |
| 阿澄佳奈       | アスミン アスミス | 8月12日生まれ 福岡県出身 A型 81プロデュース所属 2005年デビュー |

当番組はパーソナリティ2人が発案して始まった（両者の）冠番組であり、提供および配信元であるアニプレックス（A-1 Pictures）、またはソニーミュージックグループ各社が関与する作品のプロモーション番組でもある。
収録は広いスタジオで行われているようで、ラジオとして結構な数のスタッフが（見学者を含めて）居合わせているという。
なお、番組収録後は（打ち上げと打ち合わせを兼ねた）“懇親会”という名の飲み会が毎回それなりに良いところで盛大に行われている。

## 軌跡

### 放送開始までの経緯
2007年（平成19年）11月頃、「ラジオ番組をやりたいな」という気持ちでいた藤原が、「良い相方はどこかにいないか」と思いながらとあるアニメ（後に『BACCANO! -バッカーノ!-』と明かされた）の取材を受けていたところ、阿澄佳奈がたまたま通りかかったので、なんとなく挨拶ついでに話をしたところ、話の流れと勢いから2人でラジオ番組をやることが決定、ノリ気だけで立案した企画もそのまま通ったという。ちなみに藤原と阿澄はこの時が初対面である。この取材の模様は『声優アニメディア』2008年1月号に掲載され、その後同誌内の毎月コーナーとして連載された時期もある。

### 借金番組

#### 2008年
なんとなくの話の勢いで番組放送スタートまで漕ぎ着けたが、予算まで勢いはなかった。その上、第1回の放送開始前に勢いとノリで番組オリジナルのテーマソングやBGMを収録したオリジナルサウンドトラック（全22曲入り）を製作してしまったため、第1回の放送から番組予算は赤字になってしまったとのこと。
第2回で『東京国際アニメフェア』に参加し公開録音することになったが、予算の関係と経費削減（後述を参照）のため、『ひだまりラジオ×365』と一緒に参加することになった（詳細はTAF2008を参照）。
第3回冒頭での阿澄による番組説明では、「元々予算がないにも拘わらず放送をスタートさせたため、多額の借金を背負うことになった（てへ）」とのこと。さらに、先述のオリジナルサウンドトラックの製作、番組収録後に毎回知らないスタッフも含めた朝までの打ち上げの開催などの無駄遣い、さらには『東京国際アニメフェア2008』への参加など、遂には予算関係で揉め始めたとのこと。
『東京国際アニメフェア』での阿澄による番組説明では、「元々予算の割り振りがない場所で、無理やり番組を始めたためとにかく金がねぇ! 番組を収録するたびに借金がかさむ。原油価格の上昇をもろに受けた悪夢のような番組です。そのため、番組ではリスナーの協力をもとに借金返済を計画中。しかし、CDとか販売しても売れないといわれ、アニプレックスの宣伝をしても貰えるのは小銭ばかりで、借金が雪だるま式に増えていく八方塞がりな番組」と、ほとんど資料を投げやりでそのまんま棒読みした。

#### 2009年
2009年（平成21年）前年に続き『東京国際アニメフェア』への参加が決定。しかし、予算の関係で『鉄腕バーディー DECODE』（アニプレックス）のブーススペースを間借りする形での参加となった。しかし、当日は多くの観客が集まり、会場で発売されDJCDの売れ行きも好調であった（詳細はTAF 2009を参照）。
2009年12月、『東京国際アニメフェア2010』に向けて2作目のDJCDの制作を発表した。理由は企画がなかなか通らなかったため、代わりにDJCD第2弾の企画案を出したところ、1作目が予想以上に売れたことから通ったとのこと。

#### 2010年
毎回ゲストが登場するようになったことや配信形式の変更などもあり、容量（時間）は毎回60分をこえるようになった。
2010年（平成22年）、3度目の『東京国際アニメフェア』参加が決定。3年目にして初めての単独出展となり、恒例となった公開録音イベントでは抽選ながらたくさんの観客を集め、ホスト番組としてゲストを招くなど、イベントは無事終了した（詳細はTAF 2010を参照）。
第30回において、番組収録後に恒例と化している飲み会（懇親会）が、経費削減のための事業仕分けの対象になりつつあるという。

#### 2011年
第46回にて、12月配信の第48回が最終回となることが発表された。
その第48回で、2012年3月21日に「アニコムラジオ DJCD フォーエバー」が発売されることが発表された。これには、2011年配信分に加え、第48回の収録後に行われる打ち上げの模様が収録される。

### 復活
2013年9月より配信再開。隔週の放送となる。阿澄の放送によれば放送終了後もDJCDが売れ続け借金をペイし、節約すれば3ヶ月から半年は放送できるようになったとのこと。

### 2014年
2014年3月26日の復活第12回配信をもって番組終了。

### ジングル
ジングルとしては、主に番組タイトルコールの「ANI-COM RADIO 〜フジワラでいいカナ〜」をメインに使用している他、番組コーナー「ニコニコ返済プラン」で制作した「藤原啓治と阿澄佳奈によるムード歌謡」や「生活音シリーズ」なども使用されている。
第7回配信分の 「藤原刑事」のコーナーに再び登場した喜多修平によって新しいジングルが制作され、第8回に使用された。

## コーナー

### オープニング
藤原本人は「オープニングトークのキャラクター作りやテンションは特に考えていない」、「何を話題に話すかはその時次第」、「毎回、テンションを変えているつもりで望んでいる」とのこと。
番組の収録時間は不規則だが、時間の都合で縮小されることもある。長いときでは10分を軽く超え、短いときでは2分弱とかなり極端である。
第6回のオープニングトークで、藤原が阿澄の出身地・福岡県を訪れたことから後に出身地の話題になり、以下のような発言が出るきっかけとなった。ちなみに、藤原が当初話していた福岡とイカ刺しの話は、阿澄の判断（時間の都合と「飽きた」という理由）により簡単に話すだけとなった。
この後、阿澄はWikipediaの自身の項目について、「出身地が北九州市と記述されているが、北九州市出身と言った覚えがない」と発言した。また、藤原も自身の出身地に諸説あることについて、「東京生まれだが、ほぼ岩手育ち」と発言した。
第16回（前半）では、中村悠一がゲストとして登場し、トークに参加（宣伝以外でのゲスト出演は彼が初めて）。そのため、この回のオープニングトーク時間は前半の大半を占めるに至った。

### ニコニコ返済プラン
番組が抱える借金返済のため、無理のない上にお手軽簡単な返済計画（プラン）をリスナーから募集してみるコーナー。しかし、返済を目的にしているにも拘わらず、試作品作りに経費を投じている。

#### 企画例
生活音シリーズ
何気ない日常の音の中に意外な面白さがあるのでは、というコンセプトでスタートした企画。
シリーズ化され、先述のようにジングルとして使用されたり、DJCDのボーナス・トラックとして収録された。
- 阿澄佳奈（「走る」「歯磨き」「氷を食べる人」「くしゃみ」「腹筋」など）
- 藤原啓治（「漢（おとこ）のマッサージ」「漢の皿洗い」「けーじクン猫を愛でる」など）

その他
- 藤原啓治と阿澄佳奈によるムード歌謡（ジングルとして実用化）
- 藤原啓治と阿澄佳奈による声優ユニット（未実現）

#### 公開録音版
公開録音でも同様の企画が行われた（詳細は後述#公開録音を参照）。

### 藤原刑事
毎回、スタジオ前をうろつく挙動不審者や怪しい人（宣伝担当者）を阿澄がデカ長（藤原、以下「デカ長」）のいる取調室へ連れてゆき、所持品検査をしつつ、アニプレックス関連または販売商品を宣伝するコーナー。番組的には貴重な収入源でもある大事なことのため、阿澄が1度言ったことをデカ長が改めて同じことを2度（以上）言ったり、やたらと強調してリアクションをとったりする。
若いまたは気に入った女性出演者がいると、デカ長の声質が優しくなる。この他、新人社員が登場するとデカ長は通常より調子が良く、積極的に攻勢をかける。
当初、阿澄の立場は不明確であったが、公開録音（東京国際アニメフェア2008）の場で階級が巡査であることが判明した。最初は「阿澄巡査」と名乗っていたが、後に「あすみん巡査」と名乗っている。
基本的に宣伝担当者は無罪釈放される。しかし、2008年（平成20年）の公開録音で登場した高橋祐馬はデカ長の我慢の限界に触れたため、逮捕されたことがある。
締めは、阿澄の一言で主に「もう2度と悪さすんじゃねえぞ!」など。
2011年12月放送最終回で、夏目公一朗（アニプレックス代表取締役執行役員社長）からの花束に仕掛けられた仕込み銃の銃弾により、藤原刑事、阿澄巡査とも、殉職した。
2012年4月のアニメ コンテンツ エキスポ2012公開録音（第49回）にて、藤原刑事は胸ポケットにジッポーを入れていたため、阿澄巡査はフリーペーパー・アニコムをギュッと折り畳んでいたものを入れていた、という理由で2人共生きていた。
2013年9月放送の第50回（復活第1回）にて、藤原刑事も阿澄巡査も偶然にもアニプレックスのブルーレイボックスの初回限定盤が胸ポケットに入っていた、という理由で2人共生きていたため復活した。

### アニチカラジオ
アニプレックス（A-1 Pictures）とテレビ東京による『アニメノチカラ』の作品をフィーチャーした箱番組。パーソナリティにコーナーゲストを加えて行われる。なお、ここでは藤原の口調がやや爽やかとなる。
冒頭でゲストの紹介、作品の内容やゲストが演じるキャラクターに関して触れつつトークを展開する。
コーナーは、『アニメノチカラ』との相乗効果を狙って借金返済をするため、作品にちなんだ企画にチャレンジする「アニメノチカラで借金返済」がある。

#### ソ・ラ・ヲ・トでいいカナ
「アニメノチカラで借金返済」では『ソ・ラ・ノ・ヲ・ト』にちなみ、ゲストが楽器を奏でて質問に答え、パーソナリティとの会話を成立させるというもの。
第24回（2009年12月配信分）
『ソ・ラ・ノ・ヲ・ト』より空深彼方役の金元寿子が登場。コーナーでは金元寿子がトランペットでの会話（トランペット萌え）に挑戦。
第25回（2010年1月配信分）
『ソ・ラ・ノ・ヲ・ト』から和宮梨旺役の小林ゆうが登場。コーナーでは金元に続きリコーダーで会話（リコーダー萌え）に挑戦のはずだったが、リコーダーからまともな音が出ず（使い方をせず）、阿澄のフォローも無視して奇怪な言動や難解な回答をする彼女の独壇場となった。藤原もタジタジに「もう許して」とこぼし、終わった途端ホッとしていた。
なお、次の回の金元とのトークで、阿澄は「地獄絵図」「魔笛」、藤原は「大概の音楽を聴いて素晴らしいと思うようになった」と振り返った。
第26回（2010年2月配信分）
金元寿子が再登場。コーナーでは同じく、質問にトランペットで回答する（トランペット萌え）に挑戦。若干の（藤原・阿澄からの）圧力はあったが、スタジオは終始和やかにコーナーを終えた。

#### 閃光のナイトレイディオ
「アニメノチカラで借金返済」の第2弾で、『閃光のナイトレイド』にちなんだ借金返済企画に挑戦。
第27回（2010年3月配信分）
『閃光のナイトレイド』より生田善子が登場。コーナーでは3人で超能力・サイコメトリングに挑戦した。
第28回（2010年4月配信分）
『閃光のナイトレイド』より藤田咲が登場。コーナーでは「外国語っぽいCD」企画として、藤原はフランス語、阿澄は英語、藤田は中国語と、それっぽい日本語に挑戦して会話を行った。
第29回（2010年5月配信分）
『閃光のナイトレイド』より吉野裕行が登場。コーナーでは「プチ サイコキネシスCD」企画として、スタッフの差し込みをエコー付きで読み上げながら会話を行った。しかし、藤原と吉野により正式にボツ企画となった。

#### オカルトでいいカナ
「アニメノチカラで借金返済」の第3弾で、『世紀末オカルト学院』にちなんだ借金返済企画を展開。
第30回・後半（2010年6月配信分）
『世紀末オカルト学院』より日笠陽子が登場。コーナーではオカルトにちなんで、藤原、日笠、阿澄の順でそれぞれが怖い話を語った。
第31回・後半（2010年7月配信分）
『世紀末オカルト学院』より高垣彩陽が登場。コーナーでは同作劇中では数少ない常識人を演じる高垣にちなんで「常識人CD」に挑戦。内容は、テーマに対して3人が答えを一致させるゲーム。

### エンディング
毎回「バイバイ」のあいさつで終わるが、ほとんど息が合わない。

## エピソード

### パーソナリティ
- 藤原と阿澄は『フジワラでいいカナ』以外での共演がほとんどないため、当初は番組内での決めごとや設定を忘れたり安定しなかったりした。ちなみにパーソナリティ2人の初共演は、藤原の出演作『ミラクル☆トレイン〜大江戸線へようこそ〜』に阿澄がゲスト出演した2009年11月のことである。
- 最新のインターネット文化に関した話では、藤原は（阿澄曰く）かわいいわがまま口調になる。なお藤原はインターネットでテレビが見られることに実感がなかったらしく、自身出演のロボットアニメが配信されていることを教えてもらうと「そんな時代か」と言っていた（第1回より）。
- 「やたら長い名前を言ってるCD」の企画案のひとつとして、藤原がピカソのフルネーム[注 9]を流暢に噛まずに言い切ったところ、阿澄から「今回からお金取りましょう」と称賛された（第7回より）。
- 稀に藤原が酔った状態で番組を収録することがある。
  - 第12回配信分は藤原が忘年会で約半日飲んだ後の収録であり、終始調子が悪かった（第12回より）。
  - 第22回配信分では番組前半に藤原の（4X歳の）誕生日を祝してシャンペインが開けられた。しかし、「大丈夫」としながらも中盤以降テンションの変化や呂律が回らないなどあり、本人も「アルコール入ってます」「ちょっと飲んじゃったよ」と酔いを認めた（途中ビンは取り上げられたが、グラスに注いだ分<2杯>は飲み干したという）。
- 第23回配信分で藤原と阿澄が共演した『ミラクル☆トレイン〜大江戸線へようこそ〜』にちなんで、藤原が阿澄の悩みを解決しようとしたが、阿澄の自己解決で終わった。
- 藤原がゲスト出演者のことを忘れることがある。阿澄に「花澤香菜ちゃんはゲストで来ましたよ、この前」、藤田咲には「2か月前まで親子（の役）だったのにっ…」と突っ込まれたことがある。

### ゲスト
- 藤原曰く「なぜか、第1回を聴いた中村悠一が番組に出演したがっていた」という（第2回）。
- 第16回にて中村悠一はゲストとして登場。そのときの発言によると、「アニプレックスが関わった『おおきく振りかぶって』に出演していたことから、いずれはその宣伝のために自身も出演する機会が来るのでは。と思っていた」という理由から出演を希望したという。しかし、実際に出演が実現したのは1年以上経ってからであり、しかも宣伝できるものが何もない状態だった[注 10]。
- 第6回でゲストとして登場した喜多修平が最近の好きなアニメ作品として『○○フロンティア』、『ペルソナ 〜トリニティ・ソウル〜』を挙げた。前者はアニプレックスとは別会社の作品だが特に追及はなく、生歌を聴いて感激した藤原曰く「いい子」ということで返された。

### その他
- 2009年の公開録音の『藤原刑事』において、阿澄佳奈が逮捕された。理由は『鉄腕バーディー DECODE』のスペースであったこと、阿澄が出演者ではないことから（詳細）。なお、阿澄はゲストが去った後、昇龍拳で逃げ帰って来た。
- 沢城みゆきは「『フジワラでいいカナ』は、藤原啓治を阿澄佳奈が独り占めしている感じがしてすごくイヤです。うらやましい。」と語っている[5]。
- 阿澄佳奈の母親も2009年にパソコンを買ってから視聴しており、阿澄を通じて（藤原に）「よろしく」と伝えた。これに対し、藤原は「いつも助けてもらってます。いい娘さんを産んでくれてありがとうございます。」とメッセージを送った（第22回）。

## 配信リスト

### 通常配信（バックナンバー）
- 名前末尾の*印は箱番組ゲスト

#### 2010年（3年目）配信分
| 配信日   | 回     | 時間                                             | ゲスト             | 宣伝担当者                      |
| -------- | ------ | ------------------------------------------------ | ------------------ | ------------------------------- |
| 1月27日  | 第25回 | 53分53秒                                         | 小林ゆう*          | 石川恵子                        |
| 2月24日  | 第26回 | 53分46秒                                         | 金元寿子* 松下優也 | 上辻康二                        |
| 3月24日  | 第27回 | 49分51秒                                         | 生田善子*          | 神宮司学                        |
| 4月28日  | 第28回 | 54分06秒                                         | 谷山紀章 藤田咲*   | 瀬尾勝                          |
| 5月26日  | 第29回 | 60分46秒                                         | 吉野裕行*          | 新宅洋平                        |
| 6月23日  | 第30回 | 計74分28秒 （前半：22分34秒） （後半：51分54秒） | 舛成孝二 日笠陽子* | 横山朱子 淀明子                 |
| 7月21日  | 第31回 | 計85分06秒 （前半：32分14秒） （後半：52分52秒） | 浪川大輔 高垣彩陽* | 瓜生恭子 山本幸治（フジテレビ） |
| 8月25日  | 第32回 | 計72分04秒 （前半：20分01秒） （後半：52分03秒） |                    |                                 |
| 9月22日  | 第33回 | 60分27秒                                         |                    |                                 |
| 10月27日 | 第34回 | 58分41秒                                         |                    |                                 |
| 11月24日 | 第35回 | 49分05秒                                         |                    |                                 |
| 12月22日 | 第36回 | 57分08秒                                         |                    |                                 |

#### 2011年（4年目）配信分
| 配信日   | 回               | 時間     | ゲスト   | 宣伝担当者 |
| -------- | ---------------- | -------- | -------- | ---------- |
| 1月26日  | 第37回           | 47分08秒 |          |            |
| 2月23日  | 第38回           | 52分43秒 |          |            |
| 3月23日  | 第39回           | 41分53秒 | 岡本信彦 |            |
| 4月27日  | 第40回           | 62分12秒 |          |            |
| 5月25日  | 第41回           | 43分18秒 |          |            |
| 6月23日  | 第42回           | 45分03秒 | 茅野愛衣 |            |
| 7月27日  | 第43回           | 46分55秒 |          |            |
| 8月25日  | 第44回           | 46分56秒 |          |            |
| 9月21日  | 第45回           | 57分46秒 | 小野友樹 |            |
| 10月26日 | 第46回           | 54分35秒 |          |            |
| 11月23日 | 第47回           | 51分28秒 |          |            |
| 12月21日 | 第48回（最終回） | 66分03秒 |          |            |

#### 2013年配信分
| 配信日   | 回                  | 時間     | ゲスト |
| -------- | ------------------- | -------- | --- |
| 9月25日  | 第50回（復活第1回） | 41分00秒 | 増田俊樹(サムライフラメンコ羽佐間正義役) 梅津泰臣(ガリレイドンナ監督) 阿部愛(ガリレイドンナアニプレックスプロデューサー) 木村誠(ガリレイドンナフジテレビプロデューサー) |
| 10月9日  | 第51回（復活第2回） | 45分22秒 | 増田俊樹(サムライフラメンコ羽佐間正義役) 梅津泰臣(ガリレイドンナ監督) 阿部愛(ガリレイドンナアニプレックスプロデューサー) 木村誠(ガリレイドンナフジテレビプロデューサー) |
| 10月23日 | 第52回（復活第3回） | 39分00秒 | 加藤英美里(劇場版 魔法少女まどか☆マギカキュゥべえ役) |
| 11月6日  | 第53回（復活第4回） | 41分44秒 | 逢坂良太(革命機ヴァルヴレイヴ時縞ハルト役) |

### 特別配信（公開録音）
|                                | 配信日        | 時間              | 出演者（備考）         |
| ------------------------------ | ------------- | ----------------- | ---------------------- |
| 東京国際アニメフェア2008       | 2008年4月     | 23分56秒 （前半） | 高橋祐馬（司会・進行） |
| 東京国際アニメフェア2008       | 2008年5月     | 33分42秒 （後半） | 高橋祐馬（宣伝担当）   |
| 東京国際アニメフェア2009       | 2009年4月15日 | 46分38秒          | 千葉紗子 入野自由      |
| 東京国際アニメフェア2010       | 2010年4月9日  | 50分12秒          | 蒼樹うめ               |
| アニメ コンテンツ エキスポ2012 | 2012年4月4日  | 60分38秒          | 斎藤千和               |

### その他
| 配信日/発売日                                            | 備考/時間/出演者 など                                                                              |
| -------------------------------------------------------- | -------------------------------------------------------------------------------------------------- |
| 東京国際アニメフェア2009直前 緊急特番                    | |
| 2009年3月16日配信                                        | 『東京国際アニメフェア2009』公開収録と特典お渡し会についての特別番組（全編：13分40秒）             |
| ANI-COM RADIO ?フジワラでいいカナ? デカチョーロマンス祭♥ | |
| 2009年7月（雑誌付録）                                    | 『ニュータイプ・ロマンス 2009 SUMMER』付録スペシャルCD収録（全編約53分）、ゲスト：小野大輔、日野聡 |

## 公開録音
毎年、東京国際アニメフェアで公開録音が行われている。なお、イベントではよく藤原が緊張して「帰りたい」とこぼすことがある。
イベントブースでは来場者や商品購入者を対象に、藤原または阿澄の直筆名刺が配布される。
2011年はアニメ コンテンツ エキスポで公開録音が行われる予定であったが、イベント自体が中止になったために公開録音も合わせて中止になった。
東京国際アニメフェア2008 公開録音
『東京国際アニメフェア2008』のアニプレックスのイベントブースで行われた番組初の公開録音イベント。しかし、予算の都合で『ひだまりラジオ×365』とのコラボレーション参加となった。
イベントブース来場者には、藤原または阿澄が一筆入れた名刺を120枚限定で配布（1枚100円で販売）された。なお、後の会話によれば完売とのこと。
イベントでは、会場にいる参加者の意見を踏まえ、現在挙がっている案のどれを推すかを改めて検討し、今後の参考にしようという企画、『公開録音版 第1回「ニコニコ返済プラン」をどうするかサミット 略して“ニコどう”』が行われた。この時、DJ-CDの発売決定と発売するつもりであることが発表されたがそれ以外は未定とされた。
東京国際アニメフェア2009 公開録音
『東京国際アニメフェア2009』のアニプレックスのイベントブースで行われた番組の公開録音イベント。
前年に続く参加だが、やはり予算がない上に不況ということもあって、『鉄腕バーディー DECODE』とコラボレーションする形で参加。これによりイベント名はネーミングライツで『ANI-COM RADIO 〜フジワラDECODEカナ〜』とし、ゲストに千葉紗子と入野自由を迎えた。
前年に続いて藤原と阿澄による直筆メッセージ入りの名刺（2009 TAF バージョン）が、DJCD購入者に150枚限定で配布された。また、DJCDの発売を記念して収録されている『生活音シリーズ』より「〜けーじクン猫を愛でる〜」がブース内で流された。
ブースの観客は前年より増加し、会場で販売されたDJCD『ANI-COM RADIO〜フジワラでいいカナ〜DJCD』は完売、観客の積極的な参加、さらには2年目にしてパーソナリティ2人の息が合った進行・掛け合いなど、ゲストを交えたイベントは好調だった。
東京国際アニメフェア2010 公開録音
『東京国際アニメフェア2010』のアニプレックスのイベントブースで行われた番組の公開録音イベント。
3度目の参加にして初めての単独参加となった。なお、過去2回は当日配布の整理券で観覧できた（阿澄曰く「ダッシュ&キャッチ方式」）が、2010年は事前の抽選で当選者に整理券が配布される方式となった。
藤原と阿澄による直筆メッセージ入りの名刺（2010 TAF バージョン）が、DJCD購入者に配布された。
ゲストに『ひだまりスケッチ』の原作者・蒼樹うめを迎え、そこそこ売れているDJ-CDだけでは返済が難しいため、画期的な返済プランを検討しようという企画、『「ニコニコ借金返済プラン大会議」 略して“ニコニコ大会議”』が行われた。
アニメ コンテンツ エキスポ2012
4月1日に「アニメ コンテンツ エキスポ2012」にて公開録音が行われる。ゲストは斎藤千和（魔法少女まどか☆マギカ暁美ほむら役）。

## 番組製品
アニプレックスより発売
| CD                                                  | 発売日                      | 収録分                                                 |
| --------------------------------------------------- | --------------------------- | ------------------------------------------------------ |
| ANI-COM RADIO 〜フジワラでいいカナ〜DJCD            | 2009年3月18日 （SVWC-7610） | 第1回 - 第5回（全5回） ボーナス・トラック              |
| ANI-COM RADIO 〜フジワラでいいカナ〜DJCD てんこもり | 2010年3月24日 （SVWC-7678） | 第6回 - 第24回（全19回） ボーナス・トラック            |
| ANI-COM RADIO 〜フジワラでいいカナ〜DJCDさん        | 2011年4月6日 （SVWC-7758）  | 第25回 - 第36回（全12回） ボーナス・トラック           |
| ANI-COM RADIO 〜フジワラでいいカナ〜DJCD 4EVER      | 2012年3月21日 （SVWC-7835） | 第37回 - 第48回（最終回）（全12回） ボーナス・トラック |